# Somali to Mori no Kamisama
Somali to Mori no Kamisama (ソマリと森の神様 Somari to Mori no Kamisama?) es una serie de manga escrita e ilustrada por Yako Gureishi. Ha sido serializada en línea desde el 26 de abril de 2015 en el sitio web de distribución de cómics Web Comic Zenyon de Tokuma Shoten y compilada en cinco volúmenes tankōbon. Una adaptación al anime producida por Satelight y HORNETS fue estrenada el 2 de enero de 2020 en la plataforma de Crunchyroll y se estrenó el 9 de enero de 2020 en televisión japonesa.

## Argumento
El mundo está gobernado por espíritus, duendes y toda clase de criaturas extrañas. Los seres humanos son perseguidos, hasta el punto de su desaparición. Un día, un golem y una niña humana solitaria se encuentran.
Esta es la historia de una pareja, uno miembro de una raza perdida y el otro vigilante del bosque. Cuenta acerca de sus travesías juntos y del vínculo entre padre e hija.

## Personajes
| Personaje                        | Actor Japonés (Seiyū) | Descripción |
| -------------------------------- | --------------------- | --- |
| Somalí (ソマリ Somari?)          | Inori Minase          | Una joven humana que Golem encuentra en su bosque. Tiene una curiosidad infinita, que generalmente la mete en problemas. Lleva una capucha en la cabeza con cuernos de minotauro para ocultar sus rasgos humanos, debido a que los humanos son un manjar en el mundo de los monstruos. |
| Golem (ゴーレム Gōremu?)         | Daisuke Ono           | Un antiguo autómata protector del bosque que se topa con somalí mientras patrullaba el bosque. No muestra emociones, pero actúa instintivamente para proteger a somalí de los agresores. Él actúa como el padre de Somalí y es referido por ella como "papá".                          |
| Shizuno (シズノ?)                | Hiroki Nanami         | Es un Oni Enano experto en medicinas, tiene una pequeña tienda en medio del bosque donde comercializa sus medicinas, es un poco descuidado y perezoso pero también es un buen médico                                                                                                   |
| Yabashira (ヤバシラ?)            | Tatsuhisa Suzuki      | Es el ayudante de Shizuno dentro de la tienda de medicinas, además ayuda en los quehaceres de todo la tienda como es el lavar la ropa, cocinar, limpiar platos, ordenar, etc. Y también es un buen cocinero                                                                            |
| Kikila (キキーラ Kikīra?)        | Yū Kobayashi          | Es un joven Shurigara lanudo. No le gusta trabajar en el restaurante de su padre ni cuando su madre se lastima. Se hace amigo de Somalí, aunque desconfía de su amor por los animales peludos.                                                                                         |
| Musurika (ムスリカ?)             | Shō Hayami            | El guardián de la caverna subterránea sagrada de Anthole City y el maestro de Kikila. Salva a Somalí y Kikila de una bestia cuando van a profundizar en el área subterránea sin permiso.                                                                                               |
| Kokilira (コキリラ Kokirira?)    | Tomokazu Seki         | Un Shurigara lanudo y el padre de Kikila. Es dueño de un restaurante ligeramente descuidado en Anthole City, este contrata a Golem como mesero cuando su esposa Giina le lastima la espalda por accidente mientras trabajaba.                                                          |
| Haitora (ハイトラ?)              | Yūki Ono              | Un humano disfrazado de Falcohol y compañero de viaje de Uzoi. Está enfermo con una condición médica desconocida que lo convierte dolorosamente en una arpía, progresivamente hasta la muerte, mientras intenta evitar que Uzoi lastime a otros para su beneficio.                     |
| Uzoi (ウゾイ?)                   | Saori Hayami          | Una Arpía y la compañera de viaje de Haitora. Ella ama a Haitora y está dispuesta a hacer cualquier cosa para curar su condición, llegando incluso a intentar matar a Somalí para hacerlo.                                                                                             |
| Hazel (ヘイゼル Heizeru?)        | Ai Kayano             | Una bruja que trabaja en la biblioteca de Witches' Crest y la hermana menor de Praline. Ella ayuda a Golem y a somalí a investigar el paradero y el conocimiento de los humanos. |
| Praline (プラリネ Purarine?)     | Ayahi Takagaki        | Bruja de la biblioteca de Witches' Crest y hermana mayor de Hazel, vive en un búnker subterráneo debajo de la biblioteca y ocasionalmente roba libros para leerlos ella misma. |
| Rosa-obasan (ローザおばさん 役?) | Rie Shibata           | El posadero con forma de lagarto de múltiples brazos de la posada utilizada por el grupo en Bygone City. Aunque inicialmente es amable y dulce, cuando descubre que Somalí es un ser humano, traiciona al grupo y le cuenta habladurías a los demás.                                   |

## Medios

### Manga
Yako Gureishi comenzó el manga web en abril de 2015 y lo publicó en el cómic web Zenyon de Tokuma Shoten . Posteriormente, esto se produjo en forma impresa y hasta ahora ha producido seis volúmenes en formato tankōbon.

#### Publicación de Libros
| Volumen | Librería Tokushima      | Librería Tokushima     |
| Volumen | Fecha de lanzamiento    | ISBN                   |
| ------- | ----------------------- | ---------------------- |
| 1       | 20 de noviembre de 2015 | ISBN 978-4-19-980313-0 |
| 2       | 20 de junio de 2016     | ISBN 978-4-19-980351-2 |
| 3       | 18 de marzo de 2017     | ISBN 978-4-19-980400-7 |
| 4       | 20 de diciembre de 2017 | ISBN 978-4-19-980465-6 |
| 5       | 20 de agosto de 2018    | ISBN 978-4-19-980510-3 |
| 6       | 20 de abril de 2019     | ISBN 978-4-19-980560-8 |

### Anime
El 22 de marzo de 2019 se anunció una adaptación al anime, programada para su estreno en octubre de 2019, pero se retrasó a enero de 2020. La serie fue coanimada por Satelight y HORNETS, con dirección de Kenji Yasuda e Ikuko Itoh diseñando los personajes. Crunchyroll, que coproduce la serie, transmitió Somali to Mori no Kamisama en una transmisión simultánea en todo el mundo.
En los Estados Unidos, los primeros tres episodios se pre-proyectaron durante el Anime NYC en la ciudad de Nueva York entre el 15 y el 17 de noviembre de 2019. El 2 de enero de 2020, el primer episodio de la serie se mostró de antemano en Crunchyroll, una semana antes de la transmisión de televisión prevista en Japón.

#### Canción del Tema[6]
Opening
「ありがとうはこっちの言葉」
Arigatou wa Kocchi no Kotoba 
Letra: Okachimachi; Corrección: Kawano Kei; Compositor, Cantante Principal: Moriyama Naotaro
Ending
「ココロソマリ」
 Kokoro Somali 
Compositor: Sakurazawa Mitsu; Corrección: Yusuke Shirato; Letra, Vocalista: Mizusaki

#### Blu-ray BOX
| Volumen | Fecha de Lanzamiento  | Episodios              | Número de pieza estándar |
| ------- | --------------------- | ---------------------- | ------------------------ |
| 1       | 28 de febrero de 2020 | Episodio 1-Episodio 6  | MOVC-282                 |
| 2       | 24 de abril de 2020   | Episodio 7-Episodio 12 | MOVC-283                 |

#### Episodios[Nota 1]
| N.º | Título                                               | Fecha de emisión original |
| --- | ---------------------------------------------------- | ------------------------- |
| 1 | «Un Padre y su Hija de Viaje»                        | 09 de enero de 2020       |
| Golem, un antiguo protector errante del bosque, encuentra a una joven humana llamada Somalí mientras hace su ronda por el bosque. La toma bajo su cuidado y se deja llamar su padre. El par viaja de ciudad en ciudad, aprendiendo la historia de su civilización. Descubren que una guerra entre monstruos y la humanidad causó la casi extinción de la raza humana, mientras que los sobrevivientes terminaron como esclavos o como comida. Mientras compra en una ciudad, Somalí termina alejándose de Golem y persigue a un gato, finalmente es arrinconado en un callejón. El gato, que se revela como un monstruo, casi se da cuenta de que Somalí es humano según su olor, pero Golem lo ahuyenta. El par se va a su próximo destino y Golem regaña a Somalí por alejarse, pero se da cuenta de que los niños pequeños actúan por pura curiosidad. |                                                      |                           |
| 2 | «Hierbas Comestibles y la Morada del Oni»            | 16 de enero de 2020       |
| Mientras desayunaba junto a un arroyo, Somalí tropieza y se cae cuando perseguía a unos conejos con cuernos, hiriéndose la rodilla en el proceso. De repente, un oni enano llamado Shizuno aparece y se ofrece a ayudar a tratar la lesión de Somalí, de esta manera logra llevar al par a su casa que se encuentra dentro del bosque. Allí, se encuentran con Yashibara, otro oni y el asistente de Shizuno. Después de darle de comer a Somalí, Golem le pide a Shizuno que le enseñe como fabricar medicina casera, a lo que Shizuno acepta a cambio de una pequeña pieza de la armadura de Golem para estudiarla y así poder continuar con su investigación médica. Mientras Shuzino le enseña a Golem diferentes combinaciones médicas, Somalí le pide a Yashibara que le permita hacer los quehaceres para compensar a Golem por haber dado una parte de él. Shizuno, poco después comienza a arrepentirse de haber pedido un fragmento de Golem, a su vez Golem le asegura que su angustia es similar a él cuando vio a Somalí lastimarse, por lo que no quiere que eso vuelva a suceder. Esa noche, mientras Somalí dormía, Golem revela a los onis que viaja con Somalí para encontrar a sus padres, pero solo le queda poco más de un año hasta que muera. A la mañana siguiente, el par agradece a los oni por su hospitalidad y se van del bosque. |                                                      |                           |
| 3 | «El Mar al Fondo de la Cueva»                        | 23 de enero de 2020       |
| Después de días de caminata y sus suministros comenzando a agotarse, Somalí y Golem llegan al pueblo de Anthole City en el cañón del desierto. Sin embargo, sus mercancías restantes no se venden por el dinero suficiente para reponer sus suministros, por lo que Golem decide tomar un trabajo de camarero en un restaurante para ganar dinero extra. El restaurante, dirigido por una familia de shurigaras parecidos a los venados, parece estar casi abandonado debido a la falta de clientes, por lo que Golem suplanta a la madre herida de la familia mientras Somalí se hace amigo de su pequeño hijo llamado Kikila. Durante su turno, Golem oye hablar de humanos que residen en el extremo más alejado del desierto vecino, pero aún no puede comprar el equipo necesario. Con su horario de trabajo continuo, Golem pasa cada vez menos tiempo con Somalí, haciendo que se sienta sola. Aunque inicialmente vacilante, Golem permite que Somali haga un recado con Kikila en la ciudad. Juntos, Somalí y Kikila hablan sobre su viaje con Golem, pero tiene miedo de que tan pronto como termine, Golem la deje. Para calmar su preocupación, Kikila lleva a Somalí a un estanque sagrado debajo de la ciudad para concederle un deseo. El dúo deambula por la misteriosa caverna y encuentra el campo de flores para cumplir su deseo, pero despierta un monstruo con forma de hongo en el proceso. A medida que avanza el ataque, el monstruo es perseguido por una bestia desaliñada como un lobo que dirige su atención hacia Somalí. |                                                      |                           |
| 4 | «La Flor que Promete Cumplir tus Deseos»             | 30 de enero de 2020       |
| El hombre lobo revela que se llama Muthrica, guardián de la cámara subterránea y maestro de Kikila. Cuando observan la flor de Somalí, rápidamente comienza a perder su brillo y muere al no recibir suficientes nutrientes de los místicos árboles tsuchiami. Después de convencer a Muthrica, el trío explora más profundamente en la gruta para encontrar una flor que le conceda el deseo de Somalí. Llegan al centro de la caverna y descubren el árbol gigante tsuchiami rodeado de muchas flores. Cuando Somalí elige uno, son interrumpidos por un enorme monstruo lagarto que bendice el deseo de Somalí y su fuerte espíritu. El trío regresa tarde al restaurante, en ese momento Golem regaña a Somalí por alejarse de los recados, lo que la hace correr a su habitación. Después de explicar su terrible experiencia, Muthrica alienta a Golem a escuchar el lado de la historia de Somalí, pero antes de que tenga la oportunidad, Somalí de repente se enferma febrilmente y se niega a comer. Golem se apresura y compra medicamentos, al darse cuenta del trauma que Somalí está sintiendo puede ser en parte su culpa debido a la negligencia. Mientras Solalí descansa, Kokilila, el padre de Kikila, le informa a Golem que la crianza de los hijos tiene sus problemas y que siempre es un proceso de aprendizaje. A la mañana siguiente, Golem y Somalí se reconcilian, pero Golem tiene que seguir trabajando ya que pagó con sus ganancias la medicina de Somalí. Cuando abre el restaurante, Muthrica se acerca a Golem, quien le indica que sabe la verdad sobre la disminución de la vida útil del autómata y que su promesa de quedarse con Somalí no se cumplirá. |                                                      |                           |
| 5 | «Las Aves Errantes»                                  | 06 de febrero de 2020     |
| Pocos días después, Somalí y Golem parten hacia el desierto hacia su próximo destino y llegan a Winecup Village. Allí, se encuentran con Uzoi, una arpía, y Haitora, un falcohol enfermo, que también son un par de viajeros. Al enterarse de su razón para viajar, el dúo emplumado se ofrece a viajar con Golem y Somalí, quienes lo aceptan amablemente. Sin embargo, sin que ellos lo sepan, Uzoi se da cuenta de que Somalí es humano, y también se revela que Haitora es un humano que se está transformando lenta y violentamente en una arpía. Buscando una manera de curar la condición de Haitora, Uzoi planea usar a Somalí de una manera terrible. El grupo comienza su caminata a través del desierto, y después de tropezar con tormentas de arena y bestias del desierto, llegan a una cueva luminiscente para pasar la noche. Cuando Somalí y Uzoi van en busca de agua, Haitora le revela a Golem que es humano y que deben detener a Uzoi, que de repente atrapa a Somalí y afirma que su sangre salvará a Haitora. |                                                      |                           |
| 6 | «Las Flores Marchitas alzan la Vista hacia las Aves» | 13 de febrero de 2020     |
| Mientras buscan a somalí, Haitora le dice a Golem que él y Uzoi fueron informados por un extraño adivino de que su sangre contaminada se curaría encontrando "sangre nueva y limpia", por lo que Uzoi tiene la intención de tomar la de somalí. En otro lugar, somalí logra escapar de las garras de Uzoi, pero cae en un estanque subterráneo, obligando a Uzoi a salvarla y posteriormente a pedir disculpas y revelar el motivo de sus actos. Llegan Golem y Haitora y somalí perdona a Uzoi porque la salvó de ahogarse. Esa noche mientras Uzoi y Somalí duermen, Haitora revela a Golem que tenía una familia en una pequeña ciudad agrícola, pero que fue atacada por monstruos durante la guerra. Al quedarse sin comida durante su huida, se encontró con una arpía, que resultó ser la madre de Uzoi, y la mató instantáneamente y la llevó al escondite de su familia para comérsela. Al hacerlo violentamente convirtió a su familia en arpías y los mató, aunque se salvó y quedó ligeramente deformado. Más tarde, un joven Uzoi se acercó a él y se encariñó con él. En el presente, Uzio se revela despierto y escuchó la historia de Haitora. Al día siguiente, mientras continúan su viaje por el desierto, Uzoi y Somalí son arrastrados por un enorme torbellino de arena. El par es localizada pronto, pero son perseguidos por un monstruo. Haitora se lo lleva, con la intención de dar su vida por la de Uzoi como pago por su pasado, pero es salvado por ella en su lugar. Ella entonces le perdona por vivir una mentira y le dice que viva por ella. |                                                      |                           |
| 7 | «Los Pasos que Acechan a las Brujas»                 | 20 de febrero de 2020     |
| Golem comienza a sentirse culpable por su promesa que pronto quedara rota con somalí después de ver a Haitora prometer vivir con Uzoi. Le revela a Haitora sobre su muerte que se aproxima, y oye hablar de un pueblo al oeste del desierto donde puede encontrar cualquier tipo de información. Al día siguiente, el grupo llega al final del desierto, así que Haitora y Uzoi se separan en su viaje mientras Golem y somalí se dirigen a la aldea del rumor. Después de algunos viaje aventurezco, llegan a un pueblo mágico dirigido por brujas amigas. Encuentran la biblioteca para llevar a cabo su investigación sobre los humanos, y con la ayuda de las brujas hermanas Hazel y Praliné, encuentran un libro sobre los humanos llamado Las Crónicas de Haraiso, de pronto somalí es repentinamente atacada por los monstruos comedores de libros llamados Pescafish. Después de enfrentarse a ellos, aparece un enorme Pescafish y ataca a las Crónicas. Intenta escapar con él, pero el intento es en vano debido a que es destruido por el monstruo, que posteriormente dirige su atención a Somalí. Golem interviene y detiene a la bestia, pero pierde gran parte de su caparazón blindado. Somalí se disculpa con lágrimas en los ojos por la herida de Golem y por la pérdida del libro, pero le Golem le dice que su seguridad es prioritaria. Las brujas comprueban si alguien había leído previamente las Crónicas, descubriendo que la única persona que lo había hecho era Isolde Nebsolv, la bibliotecaria jefe de la biblioteca más de 300 años antes. |                                                      |                           |
| 8 | «Encuentros y Lazos Deseados»                        | 27 de febrero de 2020     |
| Después de considerar el mal estado de salud del bibliotecario jefe, Praliné decide darle a Golem un mapa de la biblioteca para que encuentre su camino. Sin embargo, son capturados por monstruos de seguridad y marcados como intrusos. Golem agarra a somalí y se las arreglan para escapar, llegando al corazón de la biblioteca donde reside el anciano bibliotecario jefe. Isolda revela que escribió Las Crónicas de Haraiso debido a las experiencias de su antepasado con los humanos cuando era una niña. Explica que cuando era niña, Feodora Nebsolv se estrelló debido a una tormenta en una aldea de humanos que eran gobernados por un golem llamado Haraiso. Feodora se acostumbró rápidamente a la cultura del pueblo, pero sus sentimientos cambiaron al instante cuando los aldeanos se reunieron para matar a un pacífico monstruo vecino. Se ve obligada a revelar su naturaleza inhumana para salvar a un aldeano, y por consiguiente se la marca como "Grotesca", el término humano para el monstruo, obligándola a irse. Isolda termina la historia y cuenta que los humanos residen "en el fin del mundo". También revela que sabe que somalí es una humana, pero está orgullosa de haber conocido a alguien que ama su mundo antes de morir repentinamente. |                                                      |                           |
| 9 | «Recuerdos de Días Irrelevantes»                     | 05 de marzo de 2020       |
| De camino a su próximo destino, Golem y Somalí se refugian de la lluvia en una gran casa en un árbol. La morada está vacante estacionalmente, pero todavía alberga ingredientes para cocinar, por lo que Somalí le pide a Golem que le haga algo. Después de examinar recetas, Golem hace un suflé que Somalí encuentra delicioso. Antes de que pueda terminar, o advertir a Golem de un diente suelto repentino, Shizuno y Yabashira aparecen de repente en su puerta pidiendo refugio. Al día siguiente, los dos onis se unen al grupo y viajan a la nevada Bygone City, una ciudad salvaje, en busca de un dentista famoso. Encuentran al dentista, un hombre con apariencia de ratón llamado Sowak, y le cuenta a Shizuno sobre las formas de la odontología, pero Somalí se asusta debido a su nuevo problema dental. Ella huye hacia un trío de rufianes, provocando una pelea callejera entre ellos y Golem con los dos onis. Durante la pelea, el diente de Solamí se sale, pero a su regreso al dentista, él le informa que era un diente de leche y sería reemplazado. Al necesitar un lugar para quedarse, un posadero se acerca al grupo y le ofrece su lugar como agradecimiento por deshacerse de la pandilla de antes, y también a cambio de ser los guardaespaldas del pueblo. Mientras Somalí duerme en su nueva cama, Shizuno confirma con Golem que Somalí es humano y descubre que el autómata cambió su tutela del bosque para protegerla. |                                                      |                           |
| 10 | «La niña pequeña y la fortaleza verde»               | 12 de marzo de 2020       |
| — |                                                      |                           |
| 11 | «Los que protegen y los que amenazan»                | 19 de marzo de 2020       |
| — |                                                      |                           |
| 12 | «Lazos de padre e hija»                              | 26 de marzo de 2020       |
| — |                                                      |                           |

#### Producción
| Ocupación                        | Encargado                                                                                                  |
| -------------------------------- | --- |
| Obra Original                    | Yoko Kogeishi Somalí to Mori no Kamisama 暮石ヤコ（Serializado en WEB Comic Zenyon／North Stars Pictures） |
| Director                         | Kenji Yasuda                                                                                               |
| Composición de la Serie          | Mariko Mochizuki                                                                                           |
| Diseño de Personajes             | Ito Ikuko                                                                                                  |
| Diseño de Personajes Secundarios | Sachiko Ohashi, Minoru Tanaka y Miki Takakawa                                                              |
| Supervisor de Arte               | Niem Vincent                                                                                               |
| Diseño de Color                  | Chiho Nakamura                                                                                             |
| Música                           | Ryo Yoshimata                                                                                              |
| Director de Sonido               | Takanori Hamano                                                                                            |
| Producción Musical               | Kyono Sato                                                                                                 |
| Efectos de Sonido                | Izumo Noriko                                                                                               |
| Productor Musical                | Akira Yamaoka                                                                                              |
| Producción de Animación          | Satelight y HORNETS                                                                                        |